# Narewka (stacja kolejowa)
Narewka – węzłowa stacja kolejowa w Plancie koło Narewki, w województwie podlaskim, w Polsce. Znajdują się tu trzy perony i waga pomostowa dla wagonów normalnotorowych. Część torów została rozebrana. Ruch pociągów prowadzony jest przy pomocy sygnalizacji kształtowej przez dwie nastawnie: "Nr", "Nr1".
Do 19 kwietnia 2004 roku na stacji prowadzony był ruch pasażerski. Od tego czasu przez stację sporadycznie przejeżdżały pociągi specjalne przez WOŚP, Turystykę Kolejową Turkol.pl. 5 kwietnia 2025 roku TurKol uruchomił tutaj pociąg specjalny relacji "Puszcza" relacji Hajnówka - Narewka - Siemianówka - Narewka - Hajnówka.
Sezonowy ruch pociągów pasażerskich został wznowiony 28 czerwca 2019 roku.